# Zenshäuschen (Wermelskirchen)
Zenshäuschen ist ein Wohnplatz in Wermelskirchen bestehend aus drei oder vier Häusern in der Verlängerung der Thomas-Mann-Straße.
Bereits im Jahr 1746 erhielt der Wilhelm Zenses Kriegskostenersatz für die Beköstigung und Unterbringung von ungarischen Husaren. Er hatte also in der Zeit ein Gasthaus am sog. Kratzkopf vor der Anlage der Chaussee, der heutigen Berliner Straße.
Im Jahr 1759, am 29. September, kaufte Johan Wilhelm Zenses einen Bauplatz oberhalb von Kenkhausen von der kurfürstlichen Domänenverwaltung. Dokumentiert auch vor Notar Pfleger, Wermelskirchen, in der Urkunde Rep. 485f., Nr. 128. Er heiratete am 11. Februar 1770 Maria Catherina Schmidt. Er war von Beruf auch noch Briefträger und stellte 1783 eine Obligation aus über 200 Taler. Im Jahr 1804 zahlten Wilhelm Zens, und sein Schwiegersohn Johan Dorpmüller, fünf Taler 10 Stüber zum Hundertzettel (eine Steuermaß) der Dorfhonschaft. In den Jahren 1806 und 1809 zahlte der Johan Wilhelm Zensus 15 Stüber an Erbpacht oder Grundzins auf 39 Ruten beim Hof Kenkhausen gelegenen Ackerland an die Domänenrentei Solingen. 1813 die Witwe Wilh. Dorpmüller, Maria Elisabeth Zenses beurkundete vor Notar Pfleger eine Bestätigung. Im Jahr 1830 war der Enkel des Wilhelm Zensus, Peter Arnold Dörpmüller, Eigentümer des Kataster-Artikels 59, groß unter 1 Morgen, mit einem Haus in Flur 4 Parzelle 55.
Ein weiterer Besitzer war 1866 Wilhelm Fleschenberg. Im Jahr 1884 verkaufte der Sohn Carl Fleschenberg an Friedrich Wilhelm Pfeiffer.
In späteren Jahrzehnten wurde die Straßenbahn nach Remscheid durch die enge Gasse zwischen den Häusern geführt. Heute ist diese Enge ein Hindernis für den Radweg, der auf der ehemaligen Bahntrasse verläuft.